# Mikael Ljungberg
Pour les articles homonymes, voir Ljungberg.
Mikael Ljungberg, né le 13 juin 1970 à Göteborg et mort le 17 novembre 2004 à Mölndal, est un lutteur suédois spécialiste de la lutte gréco-romaine. Il participe aux Jeux olympiques d'été de 1996 et aux Jeux olympiques d'été de 2000. Il y obtient la médaille de bronze puis la médaille d'or. Le 17 novembre 2004, Mikael Ljungberg se suicide par pendaison.

## Palmarès

### Jeux olympiques
- Jeux olympiques de 1996 à Atlanta,  États-Unis
  -  Médaille de bronze

- Jeux olympiques de 2000 à Sydney,  Australie
  -  Médaille d'or